# Mythica – Weg der Gefährten
Mythica – Weg der Gefährten (Originaltitel Mythica: A Quest for Heroes) ist ein US-amerikanischer Fantasy-Abenteuerfilm aus dem Jahr 2014 von Anne K. Black, die gemeinsam mit Jason Faller und Kynan Griffin das Drehbuch verfasste. Der Film bildet den Auftakt zur Mythica-Filmreihe.

## Handlung
Marek ist eine Sklavin und lebt gemeinsam mit dem Sklaven Egan bei einem reichen und angesehenen Mann. Schon seit einer längeren Zeit leiht ihr der Zauberer Gojun Pye, der Unweit vom Dorfe lebt und Schulden bei ihrem Herren hat, Schriftrollen aus, mit der sie magische Fähigkeiten verbessert. Als er ihr eines Tages verkündet, dass es für ihn Zeit ist aufzubrechen, pocht sie auf ihren Sklavenstatus, der ihr verbietet, das Dorf zu verlassen. Gojun Pye empfiehlt ihr dennoch, die Taverne des Zwergen Hammerhead aufzusuchen, falls sie Abenteuer erleben will. Auf ihrem Rückweg lernt sie den Halb-Elf Dagen kennen, der sich in das Dorf schmuggeln will und ihr das vom Zauberer eingetriebene Geld stiehlt. Sie erreicht das Dorf erst nach Torschluss und wird von einer Gruppe Männer bedroht. Der Wächter Thane befreit sie, verliert aber durch seinen Angriff auf den Adelsmann Peregus Malister seine Stellung als Wächter und wird eingesperrt.
Da ihr das Geld von Dagen gestohlen wurde, bekommt sie Probleme mit ihrem Herren. Als dieser sie auspeitscht, zeigt sie Fähigkeiten aus der Nekromantie und tötet ihn. Daher muss sie das Dorf verlassen und flüchtet in die Taverne von Hammerhead. In der Taverne des Wirts Hammerhead lernt sie die junge Priesterin Teela kennen, die eine Gruppe Orks verfolgt, die ihre Schwester entführt haben. Sofort bietet Marek ihr ihre Hilfe an. Nun befreit Marek Thane aus dessen Haft mit der Bitte, dass sie sich gegenseitig beschützen. Außerdem pocht sie auf die Dienste eines Diebes, denn sie mit dem Halb-Elf Dagen auch bekommt.
Sie stoßen auf die Truppe Orks, müssen aber feststellen, dass Teelas Schwester nicht dort ist. Sie schaffen es allerdings, andere aus ihrem Orden zu befreien. Ihre Schwester wurde entführt, da sie die Besitzerin eines geheimnisvollen Steins ist, der aus einem Tempel von Teelas Volk stammt. Da Dagen der Meinung ist, der Auftrag wurde erfüllt und Teela nicht zahlen kann, verlässt er die Gruppe. Später wird er von den überlebenden Orks gefangen genommen. In der Folge werden die Gefährten nach und nach von einem Oger entführt. Lediglich Marek kann entkommen und befreit erst Dagen, zu diesem sie eine Liebesbeziehung aufbaut, und dann den der Rest der Gruppe. In der Höhle des Ogers finden sie die lebende Schwester von Teela und das Relikt. Sie befreien sie und töten den Oger. Danach feiern sie ihren Erfolg in Hammerheads Taverne.

## Hintergrund

### Produktion
Der Film bildet den Auftakt der Mythica-Filmreihe, die bis einschließlich 2024 fünf Fortsetzungen erfuhr. Über die Internetseite Kickstarter wurden $ 94.294 gesammelt, um den Film finanzieren zu können.
Die Filmproduktionen fanden im US-Bundesstaat Utah statt, aus dem die Drehbuchautoren Faller und Griffin stammten. Vom US-Bundesstaat Utah wurde die Filmreihe mit $ 278.000 finanziert.

### Veröffentlichung
Am 8. Dezember 2014 erschien der Film in den USA. Der Film erschien im deutschen Videoverleih am 27. März 2015. Seine deutsche Free-TV-Premiere feierte der Film am 5. Oktober 2015 auf Tele 5.

## Rezeption
„Einfallsloses (Fernseh-)Fantasy-Abenteuer mit Minimalbudget, das allenfalls dadurch auffällt, dass die Helden der dünnen Geschichte weiblich sind.“

„Ohne Magie, aber durchaus kurzweilig.“

Cinema bezeichnet den Film als „nicht besonders originell“, da die Low-Budget-Produktion die Mittelalter- und Mittelerde-Hits plündere. Die CGI-Effekte sehen allerdings „gar nicht so übel aus“.
Eric Ebelt schreibt in seiner Review, dass der Film „definitiv nicht schlecht“ sei. Allerdings bemängelt er, „dass sich Black viel zu sehr an großen Vorlagen bedient und einzelne Elemente zusammenklatscht“. Im Verlauf des Films nimmt die Qualität ab. Er meint, dass „durchaus mehr möglich gewesen“ wäre, „wenn man sich in der Vorproduktion noch mehr Gedanken gemacht hätte“. Final resümiert er, dass der Film inhaltlich und optisch nicht sonderlich ausgereift sei, „doch an einem verregneten Sonntagnachmittag kann man sich diesen Film dennoch ohne Bedenken anschauen. Unterhalten kann er nämlich tatsächlich von Anfang bis Ende – trotz der genannten schmerzhaften Defizite.“
Im Popcornmeter, der Zuschauerwertung auf Rotten Tomatoes, hat der Film bei mehr als 100 Abstimmungen eine Wertung von 69 %. In der Internet Movie Database hat der Film bei über 5000 Stimmabgaben eine Wertung von 5,4 von 10,0 möglichen Sternen (Stand: Mai 2025).

## Fortsetzungen
2015 erschienen die Fortsetzungen Mythica – Die Ruinen von Mondiatha und Mythica – Der Totenbeschwörer. 2016 folgten Mythica: The Iron Crown und Mythica: The Dragon Slayer . Der sechste Teil Mythica: Stormbound wurde 2023 veröffentlicht.